# Fairytales (2 Brothers on the 4th Floor)
Fairytales is een nummer van de Nederlandse eurodancegroep 2 Brothers on the 4th Floor uit 1996, met rapper D-Rock en zangeres Des'Ray. Het is de derde single van hun tweede studioalbum 2.
Het nummer werd een grote hit in Nederland, met een 6e positie in de Nederlandse Top 40. In de Vlaamse Ultratop 50 had het nummer met een 46e positie aanzienlijk minder succes. Buiten het Nederlandse taalgebied bereikte het nummer nog een 49e positie in Zweden en de nummer 1-positie Israël.